# Средняя Терешка
Средняя Терешка (тат. Урта Тирескә) — село в Старокулаткинском районе Ульяновской области России.
Административный центр Терешанского сельского поселения. Ранее было центром Среднетерешанского сельсовета.
Население — 697 (2010)

## История
Село Средняя Терешка основано в 1704 г. Князем Ак-Балкаем (примерно 1712-1716 переселилось много татар из села Латышовка Инсарского уезда (ныне Кадошкинский район Мордовии)).  
В XVII веке по указу Холмогоровых долина между реками Терешка и Тазбалык была отдана татарам.
В Списке населённых мест Российской империи по сведениям за 1859 год упоминается как казённая деревня Средняя Теришка (Урта авыл) Хвалынского уезда Саратовской губернии, расположенная при речке Терешке по левую сторону просёлочного тракта из Хвалынска в город Кузнецк на расстоянии 60 вёрст от уездного города. В населённом пункте насчитывалось 196 дворов, проживали 563 мужчины и 602 женщины, имелись 3 мечети и училище.
Согласно переписи 1897 года в деревне Средняя Терешка проживали 1860 жителей (895 мужчин и 965 женщин), из них магометан — 1835.
Согласно Списку населённых мест Саратовской губернии 1914 года Средняя Терешка являлась центром Средне-Терешанской волости. По сведениям за 1911 год в деревне насчитывались 461 приписанное и 3 «посторонних» хозяйства (двора), проживали 2518 приписанных и 13 посторонних жителей, имелись 4 мечети 4 татарские школы. В деревне проживали преимущественно бывшие государственные крестьяне, татары, составлявшие одно сельское общество.

## География
Село находится в пределах Приволжской возвышенности, являющейся частью Восточно-Европейской равнины, на реке Терешка на высоте около 150 метров над уровнем моря. Северо-западнее и в 3—4 км южнее села — леса. Почвы — чернозёмы выщелоченные.
Село расположено в северной части Старокулаткинского района примерно в 19 км по прямой от районного центра посёлка городского типа Старая Кулатка. Через село проходит автодорога, связывающая Старокулаткинский и Николаевский районы Ульяновской области. По автомобильным дорогам расстояние до районного центра составляет 23 км, до областного центра города Ульяновска — 210 км.
Часовой пояс
Средняя Терешка, как и вся Ульяновская область, находится в часовой зоне МСК+1. Смещение применяемого времени относительно UTC составляет +4:00.

## Население
Динамика численности населения по годам:
| Годы      | 1859 | 1897 | 1911 | 1989 | 2002 |
| --------- | ---- | ---- | ---- | ---- | ---- |
| Население | 1165 | 1860 | 2531 | ≈820 | 903  |

| 2010 |
| ---- |
| 697  |

Национальный состав
Согласно результатам переписи 2002 года татары составляли 99 % населения села.
- В селе родился Герой Советского Союза Хабиев, Вильдан Саидович.

## Достопримечательности
- Обелиск павшим воинам в годы Великой Отечественной войны[12].